# Lazio sei grande
Lazio sei grande è un singolo del cantautore Gianni Davoli pubblicato nel 1981.

## Descrizione
Il singolo (pubblicato nel 1981 con l'etichetta discografica Lighea) è stato scritto e composto dallo stesso Gianni Davoli. La canzone è un inno per la Lazio, squadra di cui Davoli è tifoso, essendo anche lui di origini romane.

## Tracce
1. Lazio sei grande - 3:18 (G.Davoli)